# Lake of Tears
Lake of Tears este o trupă suedeză de gothic metal, înființată în 1992. Sunt o excepție în genul pe care îl practică prin faptul că reușesc să creeze imagini impresionante fără a folosi tehnici heavy metal în exces, ci doar printr-o abordare artistică.
Componența actuală este următoarea: Daniel Brennare (voce, chitară), Mikael Larsson (chitară bas), Magnus Sahlgren (chitară) și Johan Oudhuis (baterie).

## Discografie
- Greater Art' (1994)

1. Under the crescent
2. Eyes of the sky
3. Upon the highest mountain
4. As daylight yields
5. Greater art
6. Evil inside
7. Netherworld
8. Tears

- Headstones (1995)

1. A foreign road
2. Raven land
3. Dreamdemons
4. Sweetwater
5. Life's but a dream (instrumental)
6. Headstones
7. Twilight
8. Burn fire burn
9. The path of the gods (Upon the Highest Mountain, Part 2)

- A Crimson Cosmos (1997)

1. Boogie bubble
2. Cosmic weed
3. When my sun comes down
4. Devil's diner
5. The four strings of mourning
6. To die is to wake
7. Lady Rosenred
8. Raistlin and the rose
9. A crimson cosmos

- Forever Autumn (1999)

1. So fell autumn rain
2. Hold on tight
3. Forever autumn
4. Pagan wish
5. Otherwheres
6. The homecoming
7. Come night I reign
8. Demon you/Lily anne
9. To blossom blue

- The Neonai (2002)

1. Return of ravens
2. The Shadowshires
3. Solitude
4. Can die no more
5. Leave a room
6. Sorcerers
7. Nathalie and the fireflies
8. Let us go as they do
9. Down the Nile

- Black Brick Road (2004)

1. The greymen
2. Making evenings
3. Black brick road
4. Dystopia
5. The organ
6. A trip with the moon
7. Sister sinister
8. Rainy day away
9. Crazyman

- Moons and mushrooms (2007)

1. Last purple sky
2. Island earth
3. You better breathe while there's still air
4. Waiting counting
5. Like A Leaf
6. Children of the grey
7. Head On Phantom
8. Planet Of The Penguins
9. Is There A Better Way

- Illwill (2011)

| 1.  | "Floating in Darkness"     | 03:14 |
| 2.  | "Illwill"                  | 04:19 |
| 3.  | "The Hating"               | 04:37 |
| 4.  | "U.N.S.A.N.E."             | 04:51 |
| 5.  | "House of the Setting Sun" | 05:37 |
| 6.  | "Behind the Green Door"    | 03:58 |
| 7.  | "Parasites"                | 02:55 |
| 8.  | "Out of Control"           | 02:55 |
| 9.  | "Taste of Hell"            | 03:46 |
| 10. | "Midnight Madness"         |       |